# Euxoa melanophila
Euxoa melanophila là một loài bướm đêm trong họ Noctuidae.